# Neogobius fluviatilis
Glavoč peskar (лат. Neogobius fluviatilis) je riba iz familije Gobiidae. Prvobitno je pronadjena u područjima oko Crnog mora. Trenutno se može naći u Bugarskoj, Mađarskoj, Moldaviji, Rumuniji, Rusiji, Sribiji, Crnoj Gori, Turskoj i Ukrajini.

## Opis
Neogobius fluviatilis je riba dužine do 195–160 mm (mužjaci) i 128–115 mm (ženke) za populacije Crnog mora i Kaspijskog mora. Oblik tela je tipično orijentisan. Njegova boja je prilično bleda, peščana do smeđe siva, sa malim smeđim nepravilnim tačkama iznad bočne linije, pored koje se nalazi niz od 8-9 ili više pravougaonih crnih tačaka većih dimenzija. Riba izgleda polu-providno  u delu abdomena gde se miomere jasno vide ispod kože. Tamna linija se proteže od oka do ugla gornje usne. Prva i druga dorzalna peraja imaju 3-4 tamno-pigmentisane pruge, druga peraja su manje ili više bleda. 
Dimorfizam između polova, osim u sezoni parenja, nije jasno vidljiv.

## Biologija
Ova vrsta živi do 5 godina. Prvi put se mresti sa 2 godine. Sezona mrešćenja je od aprilu do jula, ili do septembra ako je temperatura iznad 13 °C; ženke mogu ponoviti mrešćenje tokom sezone. Mužjaci kopaju gnezda pod bilo kojom vrstom tvrde podloge i štite jaja. Hrane se raznim beskičmenjacima, posebno mekušcima.

## Rasprostranjenje
Pojavljuje se u priobalnim staništima,slatkovodnim lagunama i jezerima, velikim i srednjim rekama i potocima; na dnu peska ili blata. To je jedna od najbrojnijih riba u rekama niskih područja. U Dunavu je prvi put otkrivena van svog prirodnog područja distribucije 1965. godine, pre izgradnje brane. Kasnije (posle 2000. godine) zabeležena je u nekoliko lokaliteta u srpskom delu Dunava kao i u Savi.
Zbog kanala Rajna—Majna—Dunav proširio je svoje stanište, viđen je u Nemačkoj и Holandiji.